# Sal Solo
Sal Solo (geboren als Christopher Scott Stevens, Hatfield (Hertfordshire), 5 september 1961) is een Engelse zanger en producer.

## Carrière
Solo begon zijn carrière in een obscure band genaamd The News, die slechts een 7"-single uitbracht. Daarna sloot hij zich aan bij de pas opgerichte punkband Rigormortis, waarmee hij diverse demo's opnam. Echter omdat Solo zich weer terugtrok kreeg deze groep nooit een contract (drummer Johnnie HaHa en gitarist Steve Savage richtten later Alien Sex Fiend op). Later verwierf hij bekendheid als de zanger van de popgroep Classix Nouveaux, die door de muziekpers van die tijd werd geassocieerd met de in opkomst zijnde new romantic-beweging. Classix Nouveaux bracht drie albums uit. Solo kreeg ook enige bekendheid als zanger van de Franse spacerock-band Rockets, die een van de populairste bands in Italië was.
Classix Nouveaux had in de vroege jaren tachtig nummer 1-hits in Polen, Portugal, Israël, IJsland en meer landen. In het Verenigd Koninkrijk hadden ze één top 20- en verscheidene top 50-hits, waaronder Is It a Dream, dat nummer 11 bereikte in de UK Singles Chart. De band toerde uitgebreid in meer dan dertig landen en trad op in vaak uitverkochte grote zalen. Hun fanatiekste aanhang bevond zich (en bevindt zich nog steeds) in Polen, waar ze een van de eerste westerse bands waren die tijdens het communisme, nadat de staat van beleg in dat land was opgeheven in 1983.
Solo zong van 1984 tot 1992 ook bij de Franse band Rockets (die 1,5 miljoen albums verkocht in Italië), te weten op hun laatste drie albums, nadat de band zijn spacerock-imago had opgegeven. Uiteindelijk begon hij tevens een solocarrière. Hij bracht een album uit bij MCA Records.
Na een pelgrimsreis naar San Damiano, een Italiaans dorpje bij Piacenza, keerde Solo terug naar het geloof van zijn jeugd, het rooms-katholieke geloof. Hij bleef kortstondig in de muziekindustrie. Met San Damiano (Heart And Soul) had hij een song die nummer 15 behaalde in de UK Singles Chart en nummer 1 in Polen. Ook had hij een kleinere hit, Music and You. Op San Damiano zong het Britse jongenskoor St. Philip's Choir mee, maar in de videoclip zong hij samen met een Pools jongenskoor, Lutnia uit Warschau. De clip werd opgenomen in het Paleis van Cultuur en Wetenschap in Warschau. In 2003 nam Aled Jones een coverversie van San Damiano op voor zijn album Higher, dat wekenlang in de UK Albums Chart bleef en zilver ontving. Het nummer is ook door andere artiesten gecoverd, waaronder Angel Voices (St. Philip's Choir), die er een volledige jongenssopraan-versie van maakten.
Na 1987 stopte Solo met commerciële muziek. Hij ging zich bezighouden met jeugdwerk in de rooms-katholieke Kerk in het Verenigd Koninkrijk. Wel bleef hij in deze periode nieuwe muziek schrijven en uitvoeren, nu met een expliciet christelijk karakter. In de vroege jaren negentig bracht hij drie albums met christelijke muziek uit, zowel bij het label Word Records als in eigen beheer. Deze muziek is onder meer terug te vinden op zijn eigen website. In 1999 verhuisde hij naar Chicago. Daar en op andere plaatsen in de wereld ging hij werken onder katholieke jongeren. Hij focust zich daarbij op onderwerpen die met het geloof te maken hebben, waarbij muziek maken nog steeds een van de ingrediënten is.
In 1997 bracht EMI The Very Best of Classix Nouveaux uit. De oorspronkelijke drie albums van Solo's band van destijds werden in het Verenigd Koninkrijk opnieuw uitgebracht op cd door Cherry Red Records. Solo zelf zegt dat hij al zijn eigen opnamemateriaal van de band heeft weggegooid toen hij naar de VS emigreerde, omdat hij dacht dat niemand er ooit nog in geïnteresseerd zou zijn.
Solo's twintigste album, We cry justice!, werd in februari 2009 uitgebracht en gaat over sociale thema's. Het album verschilt van de daaraan voorafgaande albums in stijl en thematiek, en in het feit dat het niet een specifiek christelijk album is.
Sinds begin jaren tachtig heeft Sal Solo ook muziek van verschillende andere artiesten geproduceerd. Tegenwoordig richt hij zich daarbij vooral op beginnende en jonge muzikanten.

## Discografie
Albums
- 1981: Classix Nouveaux: Night People (Liberty/EMI)
- 1982: Classix Nouveaux: La Verité (Liberty/EMI)

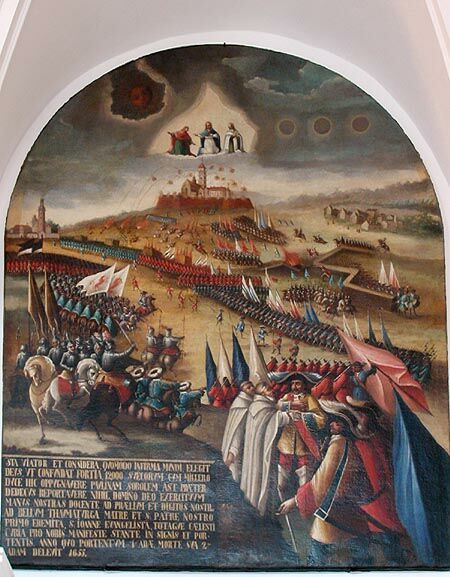
Het schilderij waarvan een fragment zichtbaar is op de hoes van Heart And Soul

- 1983: Classix Nouveaux: Secret (Liberty/EMI)
- 1984: Rockets: Imperception (CGD)
- 1985: Heart & Soul (MCA)
- 1986: Roketz: One Way (CGD)
- 1991: Look at Christ (Word UK)
- 1992: Rockets: Another Future (Polydor)
- 1994: Through Ancient Eyes (Word UK)
- 1996: Born to Die (Word UK)
- 1997: Classix Nouveaux: The Very Best of Classix Nouveaux (EMI UK)
- 1998: Live! (ACTS)
- 1999: Anno Domini (ACTS)
- 1999: Pilgrimage - The Gospel Best of Sal Solo (ACTS)
- 2001: I Worship (ACTS)
- 2001: Anno Domini (Espańol) (De La Raiz)
- 2003: NeoSacro (Espańol) (De La Raiz)
- 2005: Yes! Best of Studio and Live (ACTS)
- 2005: Teen Mass for the Millennium (ACTS)
- 2009: We Cry Justice! (Heart Beat)
- 2013: Acts of Worship (Heart Beat)

Productiewerk
- 1983: Hazan (Nazia Hassan): Dreamer Devane (EMI)
- 1983: Hazan: Destiny (EMI)
- 1983: Hazan: Get a little closer
- 2012: Mathias Michael: I Believe (The Buzz)
- 2012: Various Artists: NCYC'S top Talent volume one (The Buzz)
- 2013: Fusion: Undiscovered (The Buzz)